# ژانگ کایلین
ژانگ کایلین (Chinese؛ Mandarin pronunciation: [ʈʂáŋ kʰài lǐn] ; متولد 28 ژانویه 1990) یک تنیسور سابق اهل چین است.
ژانگ یک عنوان دو نفره در مسابقات WTA 125 به همراه پنج عنوان انفرادی و ۱۵ عنوان دونفره در پیست ITF کسب کرده‌است. در ۱۲ سپتامبر ۲۰۱۶، او به بهترین رنکینگ تک نفره خود در شماره ۱۰۳ جهان رسید. در ۲۰ ژوئن ۲۰۱۶، او در رتبه ۸۵ در رده‌بندی دونفره به اوج رسید.